# Greip (księżyc)
Greip (Saturn LI) – mały księżyc Saturna odkryty w 2006 roku przez Davida Jewitta, Scotta Shepparda i Jana Kleynę za pomocą Teleskopu Subaru na Hawajach.
Nazwa księżyca pochodzi z mitologii nordyckiej. Greip była gigantką, zabitą przez Thora (choć to imię powtarza się także w odniesieniu do innych postaci).
Należy do grupy nordyckiej nieregularnych, zewnętrznych księżyców planety, poruszających się ruchem wstecznym.